# Desaparición de Andy Puglisi
La desaparición de Angelo "Andy" Puglisi (nacido el 2 de septiembre de 1965) es un caso sin resolver de un niño estadounidense de 10 años que desapareció el 22 de agosto de 1976, muy cerca de su casa, en la ciudad de Lawrence, en el estado de Massachusetts.

## Desaparición
Melanie Perkins y Andy se reunieron en la piscina a última hora de la mañana del 22 de agosto de 1976. Como de costumbre, pasaron todo el día jugando allí. Alrededor de las 14 horas de esa tarde, Melanie tenía hambre y decidió irse a casa. Aunque normalmente caminaba sola hasta el apartamento de su madre, a menos de 200 metros de distancia, en esta ocasión, un sentimiento que no podía describir le hizo tener miedo de ir sola. Andy no estaba listo para irse, así que el hermano de 11 años de Melanie, Jeff, la acompañó a casa. Melanie vio por última vez a Andy sentado junto a la piscina en bañador verde, hablando con unos amigos.
Más tarde, sobre las 15:30, Andy llamó a casa. El teléfono fue contestado por uno de sus hermanos, y según se informa, Andy no indicó ningún problema en ese momento. El último avistamiento conocido de Andy fue aproximadamente a las 17:45, cuando un socorrista lo vio paseando por la zona de la piscina. Andy nunca regresó a casa esa noche; aunque las autoridades pensaron inicialmente que podría haberse escapado, ya que sus padres estaban divorciados y podría haberse sentido dividido entre ellos, pronto sospecharon que se trataba de un crimen.
Al día siguiente, tropas de la Guardia Nacional y boinas verdes rastrearon el vecindario, y vecinos y camioneros con radios de banda ciudadana colaboraron en la búsqueda. Se llevaron perros para que olfatearan un vertedero local y los bosques adyacentes a la piscina. Buceadores rastrearon el cercano río Shawsheen. En total, participaron en la búsqueda más de 2 000 voluntarios. La búsqueda se suspendió al cabo de seis días.
En 1998, mientras que la investigación para su documental, Melanie Perkins se reunió con dos lugareños, Alan y Tony, que describió el hallazgo de un agujero rectangular excavado en el bosque cerca de la piscina de un año o dos después de la desaparición de Andy cuando los dos eran niños. Ellos describieron el agujero como "perfectamente rectangular, con un fondo plano y lados planos" y mirando "como algo había sido removido de ella, como un pecho, o un cajón, o tal vez un ataúd". El agujero se rellenó dos días después, y ninguna de las dos personas informó del hallazgo hasta conocer el documental de Perkins. Perkins añadió que había oído rumores un año después de la desaparición de Andy de que la policía pretendía excavar en la zona que Alan y Tony le describieron.
Dos semanas después de la desaparición de Andy, Wayne W. Chapman fue arrestado en Waterloo, en el estado de Nueva York. En su furgoneta, la policía encontró fotos Polaroid de niños desnudos, mapas de zonas boscosas, una placa de policía falsa y una pistola de fogueo, cinta adhesiva, películas de 8 mm de niños, pornografía infantil, equipo fotográfico de alta gama, un calcetín de niño ensangrentado y una cuerda. Poco después, Chapman confesó haber violado a dos niños en Lawrence, la ciudad natal de Puglisi y, según una de las víctimas entrevistada posteriormente por Melanie Perkins, mostraba familiaridad con la zona. A pesar de ser considerado el principal sospechoso, Chapman no fue detenido ni acusado en relación con el caso de Andy Puglisi porque la policía no tenía pruebas suficientes para establecer una causa probable.